# Viesca (kommun)
Viesca är en kommun i Mexiko.   Den ligger i delstaten Coahuila, i den centrala delen av landet, 800 km nordväst om huvudstaden Mexico City. Antalet invånare är 21 319. Arean är 4 204 kvadratkilometer.
Terrängen i Viesca är kuperad.
Följande samhällen finns i Viesca:
- Ejido Venustiano Carranza
- Viesca
- Gabino Vázquez
- Tejabán del Esfuerzo
- Tejabán de la Rosita
- San Isidro
- Gregorio García
- San José del Aguaje
- San Juan de Villanueva
- Lázaro Cárdenas
- Nuevo Margaritas
- Santa Cruz
- Alto del Palomillo
- Saucillo